# Apeadeiro de Fortunho
O Apeadeiro de Fortunho é uma interface encerrada da Linha do Corgo, que servia a localidade de Fortunho, no concelho de Vila Real, em Portugal.

## História

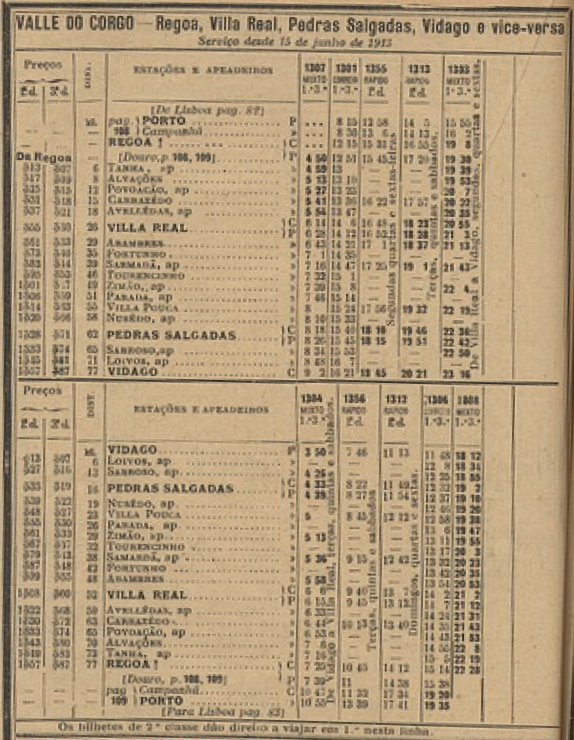
Horário da Linha Corgo em 1913, onde Fortunho aparece com a categoria de estação

Esta interface localiza-se no troço entre Vila Real e Pedras Salgadas da Linha do Corgo, que foi inaugurado em 15 de Julho de 1907.
Em Setembro de 1971, a Companhia dos Caminhos de Ferro Portugueses informou que a partir do dia 1 de Outubro desse ano iriam ser desguarnecidas várias estações e apeadeiros, incluindo o de Fortunho, como parte de um programa de racionalização da exploração ferroviária. Desta forma, deixaria de vender bilhetes, que passariam a ser comprados a bordo dos comboios, e seria suspensa a expedição de bagagens e remessas em detalhe.
A circulação no lanço entre Chaves e Vila Real foi encerrada em 2 de Janeiro de 1990, pela empresa Caminhos de Ferro Portugueses.